# Appetite for Destruction
Appetite for Destruction és l'àlbum debut de la banda estatunidenca de hard rock Guns N' Roses, editat el 21 de juliol de 1987 després del seu EP Live ?!*@ Like a Suicide l'any anterior.

## Llista de cançons
| Número | Títol                   | Lletra                    | Música                              | Durada |
| ------ | ----------------------- | ------------------------- | ----------------------------------- | ------ |
| 1      | "Welcome to the Jungle" | Axl Rose                  | Rose, Slash                         | 4:34   |
| 2      | "It's So Easy"          | Duff McKagan, West Arkeen | McKagan, Arkeen                     | 3:23   |
| 3      | "Nightrain"             | Rose                      | Rose, Izzy Stradlin, Slash, McKagan | 4:29   |
| 4      | "Outta Get Me"          | Rose                      | Rose, Stradlin, Slash               | 4:24   |
| 5      | "Mr. Brownstone"        | Stradlin                  | Rose, Stradlin                      | 3:49   |
| 6      | "Paradise City"         | Rose                      | Rose, Stradlin, McKagan             | 6:46   |
| 7      | "My Michelle"           | Rose                      | Rose, Stradlin                      | 3:40   |
| 8      | "Think About You"       | Stradlin                  | Stradlin                            | 3:52   |
| 9      | "Sweet Child O' Mine"   | Rose                      | Rose, Stradlin, Slash               | 5:55   |
| 10     | "You're Crazy"          | Rose                      | Rose, Stradlin                      | 3:17   |
| 11     | "Anything Goes"         | Rose, Stradlin            | Stradlin, Rose, Chris Weber         | 3:26   |
| 12     | "Rocket Queen"          | Rose                      | Rose, Slash, McKagan                | 6:13   |

## Membres
- Axl Rose: veu, segona veu, sintetitzadors, percussió.
- Slash: guitarra solista, guitarra rítmica, guitarra acústica.
- Izzy Stradlin: guitarra rítmica, guitarra solista, segona veu, percussió.
- Duff McKagan: baix, segona veu.
- Steven Adler: bateria, percussions.